# Daniel Kuchen
Daniel Luis Kuchen (nacido el 2 de julio de 1960 en San Jerónimo Sud) es un exfutbolista argentino. Se desempeñaba como defensor y su primer club fue Rosario Central. 

## Carrera
Jugando preferentemente como marcador de punta por izquierda, su debut en el primer equipo canalla se produjo el 5 de abril de 1981, cuando Central venció 3-2 a Argentinos Juniors como visitante, en cotejo válido por la 9.ª fecha del Metropolitano; el entrenador del cuadro rosarino Ángel Tulio Zof lo utilizó en otros doce partidos del torneo, además de participar en un encuentro de la Copa Libertadores. Para 1982 ya había ganado un lugar como habitual titular, pero la sucesión de malas campañas provocaron la pérdida de la categoría para el club de Arroyito en 1984, dejando Kuchen a la Academia tras este suceso. Totalizó 120 presencias con la casaca auriazul, anotando cinco goles: versus Nueva Chicago el 22 de agosto de 1982 (victoria 3-0), San Martín de Tucumán el 24 de abril de 1983 (triunfo 3-1), Instituto de Córdoba el 24 de junio de 1984 (derrota 3-2), Independiente el 24 de noviembre del mismo año (triunfo 1-0) y Platense el 23 de diciembre (victoria 3-0).
Prosiguió su carrera en Quilmes en Primera B, Junior de Barranquilla en Colombia, Deportivo Armenio (en su paso por la Primera División) y Ferro Carril Oeste.

## Clubes
| Club                   | País      | Año       |
| ---------------------- | --------- | --------- |
| Rosario Central        | Argentina | 1981-1984 |
| Quilmes                | Argentina | 1985      |
| Junior de Barranquilla | Colombia  | 1986-1987 |
| Deportivo Armenio      | Argentina | 1987-1989 |
| Ferro Carril Oeste     | Argentina | 1989-1990 |